# Ernest Hawełek
Ernest Hawełek (ur. 28 listopada 1935 w Radlinie) – polski gimnastyk, olimpijczyk z Rzymu 1960.
Zawodnik Górnika Radlin. Mistrz Polski w:
- ćwiczeniach na koniu z łękami w roku 1960
- ćwiczeniach wolnych w roku 1961
- ćwiczeniach na drążku w roku 1961
- skoku przez konia w latach 1962-1963
- ćwiczeniach na koniu z łękami w roku 1964

Uczestnik mistrzostw świata w roku 1962, podczas których zajął w wieloboju 79. miejsce indywidualnie i 13. miejsce drużynowo.
Na igrzyskach olimpijskich w 1960 roku zajął:
- 10. miejsce w wieloboju drużynowym
- 38. miejsce w ćwiczeniach na drążku
- 52. miejsce w skoku przez konia
- 55. miejsce w ćwiczeniach na kółkach
- 60. miejsce w wieloboju indywidualnie
- 62. miejsce w ćwiczeniach na koniu z łękami
- 66. miejsce w ćwiczeniach wolnych
- 78. miejsce w ćwiczeniach na poręczach

Po zakończeniu kariery zawodniczej podjął pracę trenerską w klubie Górnik Radlin. Był m.in. trenerem Leszka Blanika.
Odznaczony Krzyżem Kawalerskim Orderu Odrodzenia Polski.